# Boris Vujčić
Boris Vujčić (Zagreb, 2. lipnja 1964.) hrvatski ekonomist, sveučilišni profesor, guverner Hrvatske narodne banke i zamjenik glavnog pregovarača Hrvatske s Europskom Unijom.

## Životopis

### Obrazovanje
Osnovnu i srednju školu završio je u Zagrebu. Diplomirao je na Ekonomskom fakultetu u Zagrebu 1988. godine, gdje je i doktorirao 1996. godine na temu »Ponuda rada žena i njen utjecaj na tržište rada: primjer Hrvatske«.

### Poslovna karijera
Poslovnu karijeru započeo je kao asistent na Ekonomskome fakultetu u Zagrebu 1989. godine, da bi 1996. godine bio imenovan direktorom Direkcije za istraživanja Hrvatske narodne banke. Godine 1997. postao je docentom na Ekonomskome fakultetu u Zagrebu, a 2003. izvanrednim profesorom. Od 2000. obnaša funkciju zamjenika guvernera Hrvatske narodne banke, a 2012. postaje guverner.

## Vanjske poveznice
- [neaktivna poveznica]